# Eunoumeana patularia
Eunoumeana patularia är en fjärilsart som beskrevs av Walker 1860. Eunoumeana patularia ingår i släktet Eunoumeana och familjen mätare. Inga underarter finns listade i Catalogue of Life.